# Cala Sa Caleta
La cala Sa Caleta es una playa semiurbana situada en el término municipal de Lloret de Mar (Gerona) España, en la Costa Brava Sur. Es una playa de arena blanca y gruesa, de unos 80 metros de largo y un 5 % de pendiente. Se encuentra junto a la playa de Lloret y bajo un castillo que domina vistas espectaculares. En su orilla se acumulan pequeñas barcas de pescadores.
Está situada en el núcleo urbano de Lloret de Mar y se accede por la carretera GI-682 (Blanes-Lloret), la autopista C-32 (salida Malgrat-Blanes-Lloret), la autopista AP-7 (salida 9 Lloret) y la C-63 (comarcal de Vidreres). Llegados a Lloret de Mar continuar por el paseo Marítimo de la playa de Lloret, pasar junto a las rocas de Sa Cadireta y continuar por la ensenada de Es Pou.
- Datos: Q17623447
- Multimedia: Platja de sa Caleta / Q17623447